# Convention sur l'interdiction des armes chimiques
- Signé et ratifié
- Accédé
- Signé mais pas ratifié
- Non-signataire

Traité Ciel ouvert (1992) Traité de Bangkok (1995)
La Convention sur l'interdiction des armes chimiques (CIAC), officiellement Convention sur l'interdiction de la mise au point, de la fabrication, du stockage et de l'usage des armes chimiques et sur leur destruction, est un traité international de désarmement qui interdit la mise au point, la fabrication, le stockage et l'usage des armes chimiques. La Convention a été signée le 13 janvier 1993 à Paris et est entrée en vigueur le 29 avril 1997.
Le fonctionnement de la CIAC, qui est généralement considérée comme un des plus grands succès en matière de désarmement, se base sur trois principes majeurs :
- l'interdiction complète des armes chimiques ;
- la destruction des arsenaux existants ;
- un régime de vérification des engagements pris dans le cadre de la Convention et placé sous l'égide d'une institution indépendante, l'Organisation pour l'interdiction des armes chimiques (OIAC).

L'Union européenne (UE) soutient financièrement l'OIAC dans le cadre de la stratégie européenne de 2003 sur la lutte contre la prolifération des armes de destruction massive.

## Histoire

### Une interdiction ancienne
Le traité de la Haye (1899, puis nouvelle version de 1907) prohibaient  « l’emploi des poisons, des balles empoisonnées et celui de projectiles qui ont pour but unique de répandre des gaz asphyxiants et délétères ». Les balles restent néanmoins faite d'un mélange de plomb et d'un peu d'arsenic et d'antimoine, les deux premiers de ces trois métaux présentant une toxicité déjà à cette époque bien connue des médecins et chimistes. Ces traités ne seront pas respectés lors de la Première Guerre mondiale durant laquelle l'industrie chimique développe plusieurs dizaines de types et variants de gaz de combat.
En 1918, à la fin de la Première Guerre mondiale, l'utilisation d'armes chimiques est jugée inacceptable par la plupart des gens. Mais entre les deux guerres, puis durant la guerre froide, d'importants stocks sont néanmoins produits par des pays comme les États-Unis et la Russie notamment.
En 1925, un Protocole de Genève visait à imposer « l’interdiction à la guerre de gaz asphyxiants, toxiques ou similaires et de moyens bactériologiques ». En 1972, c’est la convention de Londres, Moscou et Washington qui tentera à son tour d’imposer « l’interdiction de la mise au point, de la fabrication et du stockage des armes bactériologiques (biologiques) ou à toxines et sur leur destruction ».
En 1978, à Genève, le comité du désarmement puis la conférence du désarmement travaillent à un projet de conférence sur l’interdiction des armes chimiques.
En 1984, le vice-président Bush propose que des inspections de contrôle soient possibles n'importe où et n'importe quand « anywhere, anytime », suggestion acceptée par l’URSS trois ans plus tard (en 1987).
En 1985, le « Groupe Australie », qui rassemble quelques états, tente de limiter le trafic international civil des technologies, mais aussi des composés utiles à la fabrication d’armes chimiques.

### Depuis la fin de la Guerre froide
En 1993, la conférence de Paris se conclut par la mise en place effective de la Convention sur l’interdiction de la mise au point, de la fabrication, du stockage et de l’emploi des armes chimiques, signée par 130 États. En 170 pages (un préambule, 24 articles et 3 annexes), elle décrit les procédures destinées à déclarer, détruire les stocks et surveiller les industries chimiques sensibles, via un corps d’inspecteurs internationaux dotés de pouvoirs d’investigation étendus.
En 2019 (novembre), il est question de mettre à jour les annexes de la convention pour y intégrer une nouvelle classe d'armes chimiques conçue durant la guerre froide pour contourner la convention (Novitchok).
Le 7 juillet 2023, les dernières des 72 304,34 tonnes d'armes chimiques des pays signataires sont déclarées détruites. Trois état ne font pas partie de cette convention, La Corée du Nord, le Soudan du Sud et l'Égypte (qui conditionne sa potentielle signature à la suppression de la menace nucléaire israélienne, état non signataire du TNP), et des soupçons pèsent sur la Russie et la Syrie,.

## Principales dispositions de la CIAC

### Classification des agents chimiques
Tous les agents ou substances chimiques sont considérés comme des armes chimiques sauf s'ils sont utilisés à des fins permises par la CIAC : 
- dans un but industriel, agricole, de recherche, médical, pharmaceutique et tout autre but pacifique ;
- dans un but de protection (contre les produits chimiques et les armes chimiques) ;
- dans un but militaire sans rapport avec les armes chimiques ;
- dans un but de maintien de l'ordre public.

Les produits chimiques toxiques des tableaux suivants sont (actuellement) au nombre de 43 et couvrent par leur famille des milliers de produits chimiques, répartis en trois catégories :
- Tableau 1[8] : produits constituant un risque important pour l'objet et le but de la Convention (comme les agents neurotoxiques) ;
- Tableau 2[9] : produits constituant un risque sérieux (comme le thiodiglycol (en)) ;
- Tableau 3[10] : produits chimiques et précurseurs constituant un risque et généralement fabriqués en grandes quantités industrielles (comme le cyanure d'hydrogène).

Sont également soumis à l'inspection de l'OIAC les produits chimiques organiques non inscrits aux tableaux, en particulier ceux qui contiennent les éléments phosphore, soufre et fluor (produits chimiques PSF). La Convention détaille les différents agents chimiques en fonction de leur potentiel d'utilisation comme armes chimiques.
Nota : Les aérosols agents anti-émeute (sternutatoires ou lacrymogènes) sont autorisés par la Convention d'interdiction des armes chimiques en temps de paix, mais leur emploi comme arme de guerre est interdit. En outre la convention prévoit une possibilité d'ajouter aux tableaux (annexes) toute nouvelle substance potentiellement dangereuse. 

### Obligations pour les États parties
La CIAC interdit à ses États parties de développer, produire, mettre au point, acquérir, stocker, détenir ou transférer des armes chimiques. Les États parties ne peuvent ni utiliser ces armes, ni s'engager dans des opérations militaires aux côtés d'États les utilisant.
Chaque État partie est tenu de mettre en place une législation nationale qui étend aux individus et entreprises présentes sur son territoire les dispositions et interdictions de la Convention.

### Destruction
Chaque État partie qui détient des armes chimiques et des installations de production d'armes chimiques s'est engagé à les déclarer et à les détruire en respectant un calendrier fixé par la Convention. De plus, chaque État partie qui a abandonné des armes chimiques sur le territoire d'un autre État s'engage également à les détruire. Le calendrier initial fixé est le suivant :
| Phase | % de réduction exigé | Date butoir |
| ----- | -------------------- | ----------- |
| I     | 1%                   | Avril 2000  |
| II    | 20%                  | Avril 2002  |
| III   | 45%                  | Avril 2004  |
| IV    | 100%                 | Avril 2007  |

Une procédure de demande d’extension de la date butoir existe et a été utilisée par tous les pays ayant déclaré des stocks.

### Régime de vérification

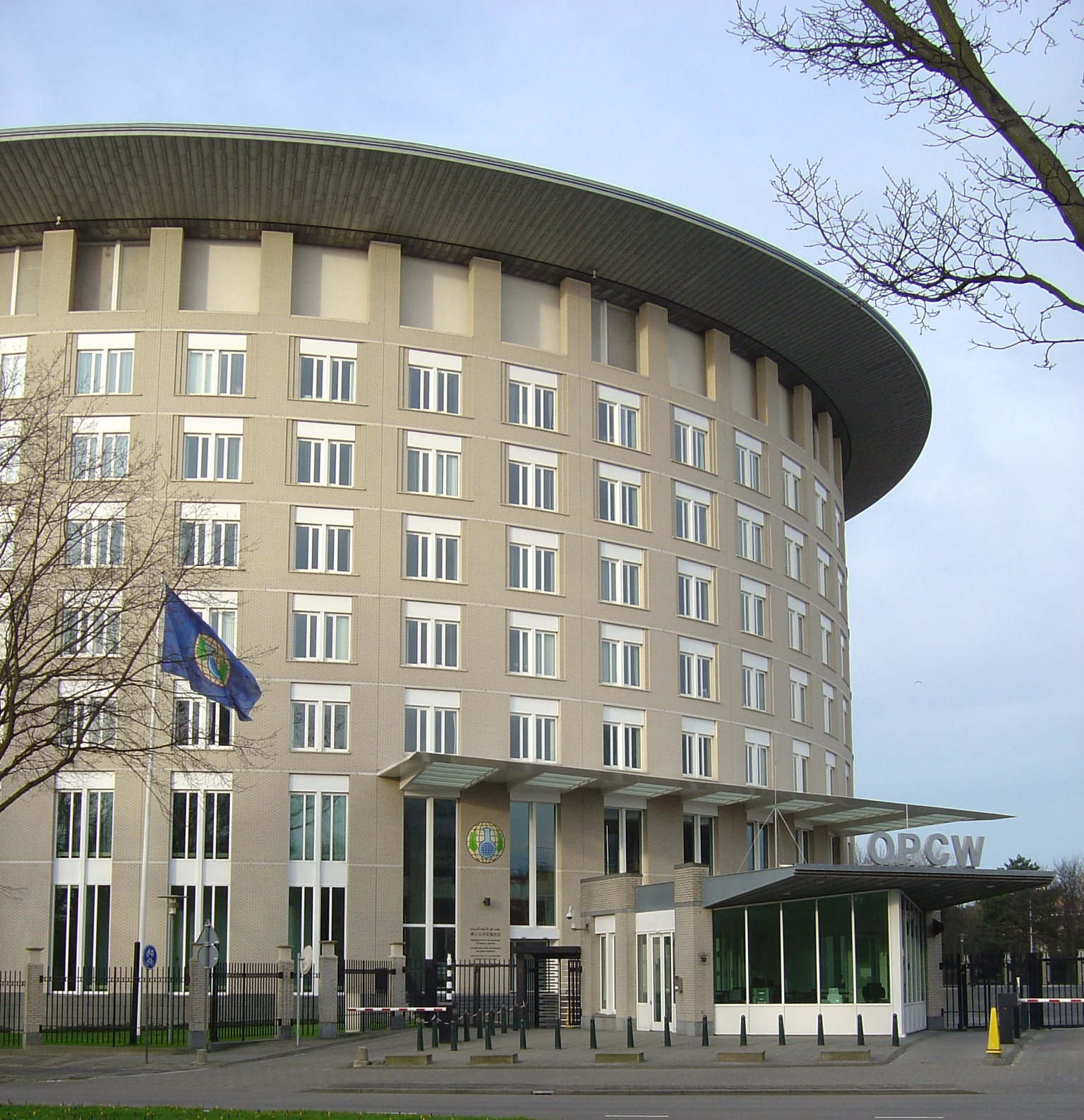
Siège de l'OIAC à La Haye.

Afin de vérifier le respect des dispositions de la CIAC, un régime de vérification et de conformité est mis en place sous l'égide de l'Organisation pour l'interdiction des armes chimiques.
Les tâches principales de l'OIAC sont :
- superviser et confirmer la destruction des armes chimiques et des installations militaires liées ;
- travailler à l'universalité de la Convention, c'est-à-dire à convaincre les États qui ne l'ont pas encore fait de signer et ratifier la CIAC ;
- surveiller la conformité de certaines activités de l'industrie chimique afin de prévenir et minimiser les risques de diversion militaire ;
- promouvoir la coopération entre les États parties pour une utilisation pacifique de la chimie.

## Adhésion à la Convention
À la date du 16 juin 2018, sur un total de 197 États possibles (les 193 membres des Nations unies ainsi que les îles Cook, Niue, Vatican et l’État de Palestine), la CIAC compte 193 États parties (qui ont ratifié la Convention ou y ont accédé). La Syrie accède à la Convention le 14 septembre 2013.
Un État l'a signée mais pas ratifiée :
- Israël (13/01/1993)

Trois États demeurent encore en dehors de la Convention :
- Corée du Nord
- Égypte
- Soudan du Sud

## Installations de production d'armes chimiques déclarées
Douze États ont déclaré des installations de production d'armes chimiques :
- la Bosnie-Herzégovine ;
- un État partie non identifié qui est probablement la Corée du Sud ;
- la Chine ;
- les États-Unis ;
- la France ;
- l'Inde ;
- l'Iran ;
- le Japon ;
- la Libye ;
- le Royaume-Uni ;
- la Russie ;
- la Serbie-et-Monténégro ;

En 2007, les 66 installations de production d'armes chimiques déclarées avaient été inspectées et mises hors service par l'OIAC, 61 d'entre elles ayant été converties à des fins civiles ou détruites. À la fin du mois de février 2008, 47 des installations avaient été détruites et 19 converties à des fins civiles.

## Autres déclarations faites dans le cadre de la CIAC
Trois États parties ont déclaré la présence d'« armes chimiques abandonnées » sur leur territoire : la Chine, l'Italie et le Panama.
Dix États parties ont déclaré la possession d'« armes chimiques anciennes » : l'Allemagne, l'Australie, la Belgique, le Canada, les États-Unis, la France, l'Italie, le Japon, le Royaume-Uni et la Slovénie.
En France, il s'agit des quelque 250 tonnes d'obus, bombes et munitions toxiques allemands datant de la Première Guerre mondiale, retrouvées dans le nord et l'est du pays et rassemblées dans le camp militaire de Suippes, dans la Marne. Leur élimination, qu'impose le respect de la convention, a fait l'objet du programme Secoia (Site d'élimination des chargements d'objets identifiés anciens), dont la mise en œuvre a été confiée en 1997 à la Direction générale de l'Armement. Le commencement des opérations de destruction, prévues sur le site du camp militaire de Mailly, dans l'Aube, est annoncé pour fin 2015.

## Armes chimiques non déclarées
En 2012, on a découvert, à la suite de la guerre civile libyenne de 2011, que le régime précédent avait des stocks non déclarés outre les 11,5 tonnes de gaz moutarde qu'il lui restait à détruire.
Actuellement, plusieurs États parties sont suspectés de détenir des stocks d'armes chimiques non déclarés : la Chine et l'Iran. Israël, qui a signé mais pas ratifié la CIAC, est dans le même cas, ainsi que la Corée du Nord qui n'a ni signé, ni ratifié la Convention. La Syrie est également accusée de détenir et d'employer des armes chimiques malgré son adhésion à la convention en 2013,,.